# Gli orsi Berenstain (serie animata)
Gli orsi Berenstain (The Berenstain Bears) è una serie televisiva a cartoni animati, prodotta nel 1985 da Hanna-Barbera e Southern Star.

## Personaggi
Papà Orso
Doppiato da: Brian Cummings (ed. inglese), Maurizio Scattorin (ed. italiana)
Mamma orso
Doppiata da: Ruth Buzzi (ed. inglese), Dania Cericola (ed. italiana)
Orsetto
Doppiato da: David Mendenhall (ed. inglese), Patrizia Salmoiraghi (ed. italiana)
Orsetta
Doppiata da: Christina Lange (ed. inglese), Debora Magnaghi (ed. italiana)